# Трауберг Леонід Захарович
Трауберг Леонід Захарович (17 січня 1902, Одеса — 13 листопада 1990, Москва, РРФСР) — радянський російський кінорежисер і сценарист. Лауреат Державної премії СРСР (1941) за кінотрилогію «Юність Максима», «Повернення Максима», «Виборзька сторона», Лауреат Державної премії Росії (1967). Народний артист РРФСР (1987).

## Життєпис
Навчався в студії Комічної опери в Петрограді.
В 1919 р. організував театральну студію в Одесі, а в 1921 р. — Фабрику ексцентричного актора (ФЕКС) разом з Г. Козінцевим, створивши фільми: «Пригоди Октябрини», «Мішки проти Юденича», «Шинель» та ін.
В 1962—1968 рр. керував Вищими режисерськими курсами в Москві.
Співавтор сценаріїв українських кінокартин: «У мертвій петлі» (1962), «Два роки над прірвою» (1966).
Нагороджений орденом Леніна, Трудового Червоного Прапора, медалями.

## Фільмографія
- «Пригоди Октябрини» (1924, у співавт.)
- «Шинель» (1926, у співавт.)
- «Братик» (1927, у співавт.)
- «Новий Вавилон» (1929, у співавт.)
- «Одна» (1931, у співавт.)
- «Юність Максима» (1934, у співавт.)
- «Повернення Максима» (1937, у співавт.)
- «Виборзька сторона» (1938, у співавт.)
- «Актриса» (1943)
- «Прості люди» (1945, у співавт.)
- «Йшли солдати ...» (1958)
- «Вільний вітер» (1961, у співавт.) та ін.